# Leptotyphlops phillipsi
Leptotyphlops phillipsi este o specie de șerpi din genul Leptotyphlops, familia Leptotyphlopidae, descrisă de Barbour 1914. Conform Catalogue of Life specia Leptotyphlops phillipsi nu are subspecii cunoscute.